# Зірка (газета)

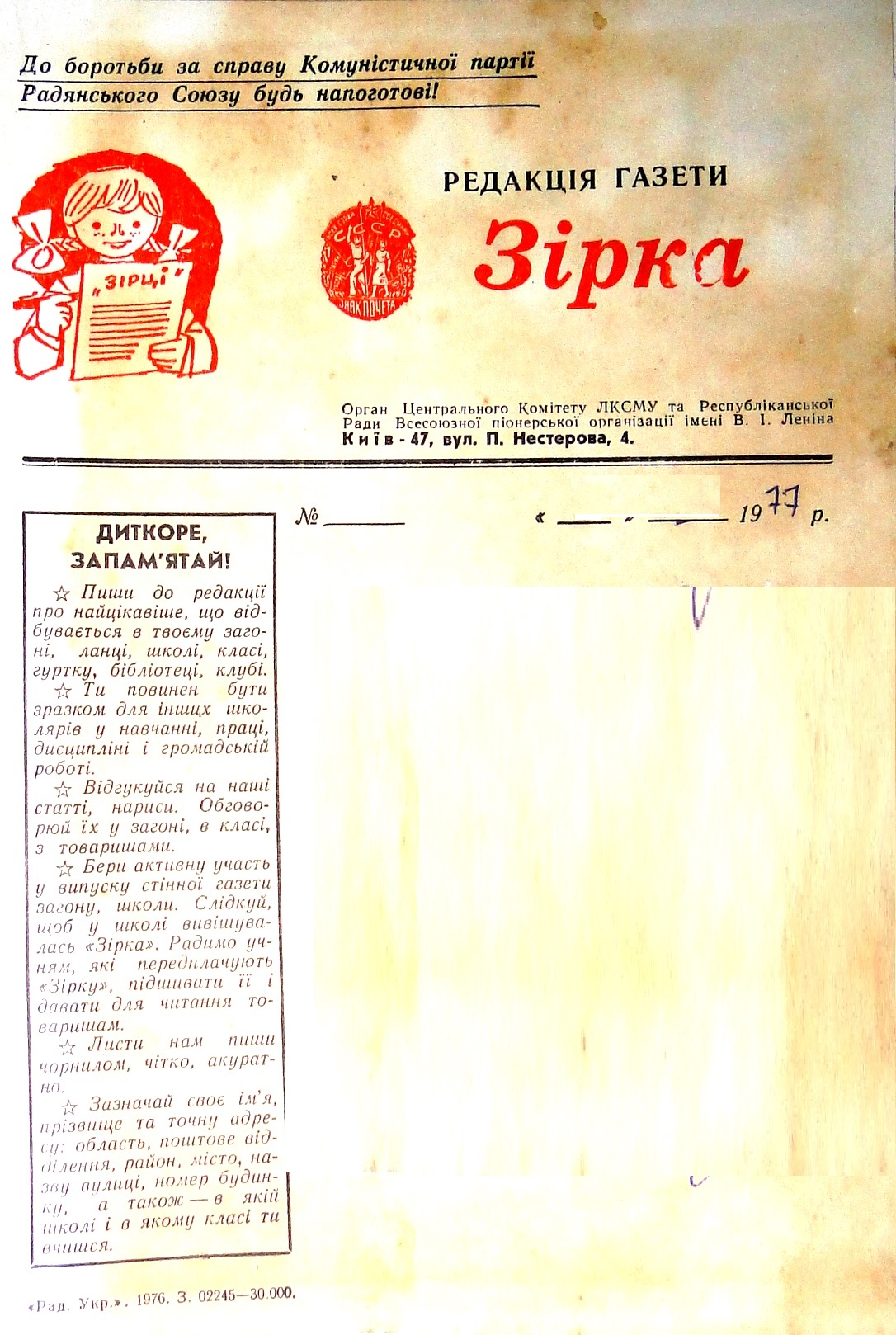
Повідомлення від газети «ЗІРКА»

«Зірка» — газета піонерів і школярів України, орган ЦК ЛКСМУ та республіканської Всесоюзної піонерської організації.

## Історія та зміст
Заснована у лютому 1925 у Харкові як «Юний ленінець» (вийшло 2 номери), з квітня 1925 — «На зміну», від 1934 року — орган ЛКСМУ.
З кінця 1934 р. до червня 1941 р. почала видаватися у м. Київ. Тираж газети тоді становив 300 тис. примірників.
З листопада 1943 р. після визволення м. Києва (II світова війна) від німецько-фашистських загарбників газета почала виходити під назвою «Зірка».
Тираж становив 1 млн. 200 тис. примірників (у 1960-1980); 10 тис. (у 1944), бл. 3-х тис. (у 2004).
З листопада 1990 року виходить із підзаголовком «Газета для дітей України». 
Висвітлювала питання життя та виховання дітей. Рубрики: «Зірочка для наймолодших», «Кругозір», «Сильні. Сміливі. Спритні», «Письменники — дітям», «Десята колонка», «Шахова олімпіада», «Дивосвіт», «Правила людяності», «Ікс плюс ігрек — це будеш ти», «Цікаве перо», «Про тих, у кого дім не вдома».
З 1991 року — орган Спілки піонерських організації України. Виходила щотижня українською мовою до червня 2004 року. Головний редактор — Л. Яновська (з 2000 по 2004).